# Marcel Guiguet & Compagnie

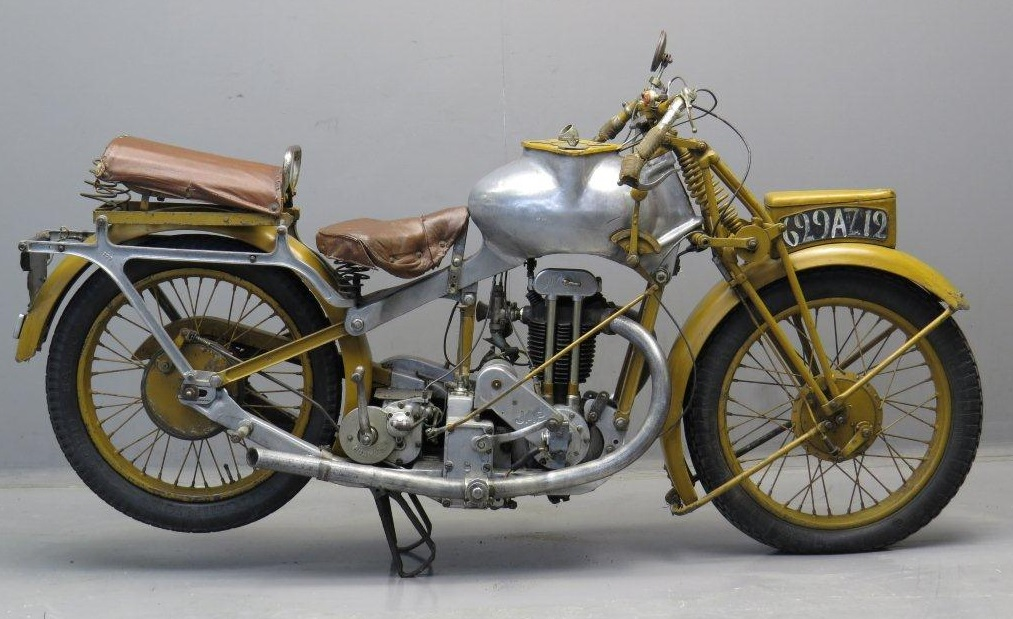
MGC von 1930

Marcel Guiguet & Compagnie war ein französischer Hersteller von Motorrädern.

## Unternehmensgeschichte
Marcel Guiguet fertigte 1918 sein erstes Motorrad und 1920 seinen ersten Motor. Ab 1923 war er als Mechaniker bei einem Lkw-Hersteller in Lyon und danach bei der Société Française Hispano-Suiza und Gnome et Rhône tätig. 1927 richtete er sich in seinem Haus in Corbelin eine Motorradwerkstatt ein. 1929 begann die Produktion von Motorrädern. Der Markenname lautete MGC. Der Absatz blieb gering. 1937 starb Guiguet. 1938 half Pierre Collignon dem Unternehmen finanziell. 1943 wurde das letzte Motorrad verkauft.
Andere Quellen geben den Produktionszeitraum mit 1927–1929, 1927–1936, 1927–1939 und 1928–1939 an.
Insgesamt entstanden etwa 250 Motorräder.

## Fahrzeuge
Die Besonderheit war das Fahrgestell aus Aluminium. Der Kraftstofftank bestand aus einer Aluminiumlegierung. Die meisten Einbaumotoren kamen von J.A.P., weitere von Chaise. Genannt sind 250, 350, 500 und 600 cm³ Hubraum.
Eine andere Quelle präzisiert auf J.A.P.-Motoren mit 248, 348 und 498 cm³ Hubraum und sowohl SV- als auch OHV-Ventilsteuerung sowie mit OHC-Ventilsteuerung von Chaise.
Die Fahrzeuge wurden auch erfolgreich bei Rennen eingesetzt. Allerdings waren sie zu teuer in der Herstellung, um gewinnbringend verkauft werden zu können.
Das Auktionshaus Bonhams versteigerte 2014 ein erhaltenes Motorrad für 18.400 Euro.